# Jūros upė žemiau Tauragės
Jūros upė žemiau Tauragės este o arie protejată (sit de importanță comunitară — SCI) din Lituania întinsă pe o suprafață de 607 ha, integral pe uscat.

## Localizare
Centrul sitului Jūros upė žemiau Tauragės este situat la coordonatele 55°09′04″N 22°11′24″E / 55.1511°N 22.19°E.

## Înființare
Situl Jūros upė žemiau Tauragės a fost declarat sit de importanță comunitară în aprilie 2004 pentru a proteja 7 specii de animale.

## Biodiversitate
Situată în ecoregiunea boreală, aria protejată nu include niciun habitat protejat.
La baza desemnării sitului se află mai multe specii protejate:
- mamifere (1): vidră de râu (Lutra lutra)
- nevertebrate (1): Ophiogomphus cecilia
- pești (5): avat (Aspius aspius), zvârluga (Cobitis taenia), zglăvoacă (Cottus gobio), Lampetra fluviatilis, boarță (Rhodeus amarus)